# NGC 7131
NGC 7131 este o galaxie lenticulară situată în constelația Capricornul. A fost descoperită în 7 august 1864 de către Albert Marth. Se află la o distanță de 69,18 de megaparseci de Pământ.